# Iryanthera campinae
Iryanthera campinae är en tvåhjärtbladig växtart som beskrevs av William Antônio Rodrigues. Iryanthera campinae ingår i släktet Iryanthera och familjen Myristicaceae. Inga underarter finns listade i Catalogue of Life.